# Euploea mitra
Euploea mitra är en fjärilsart som beskrevs av Moore 1857. Euploea mitra ingår i släktet Euploea och familjen praktfjärilar. IUCN kategoriserar arten globalt som starkt hotad. Inga underarter finns listade i Catalogue of Life.